# Wereldcreatie
Een wereldcreatie is een term die in de Belgische cultuursector gebruikt wordt om een eerste uitvoering van een nieuw (muziek- of toneel)stuk aan te duiden dat nog nooit eerder ergens ter wereld is uitgevoerd. Het woord "wereldcreatie" is een leenvertaling uit het Frans, afkomstig van het Franse création mondiale en wordt gebruikt in het Belgisch-Nederlands.
De wereldcreatie onderscheidt zich van een première en een creatie. Waar een wereldcreatie de eerste uitvoering betreft van een stuk dat nooit eerder ergens is uitgevoerd, daar kan een première betrekking hebben op een reeds bestaand stuk dat opnieuw wordt uitgevoerd. En wanneer een nieuw stuk voor het eerst uitgevoerd wordt binnen een bepaald land, spreekt men over een creatie.